# Repvåg
Repvåg (nordsamiska: Reiffváhki) är ett fiskeläge i Nordkapps kommun i Finnmark fylke i norra Norge. Orten ligger på fastlandssidan av kommunen på västra sidan av Porsangerfjorden. Strax utanför Repvåg ligger byn Stranda eller Repvågsstranda, tidigare benämnd  Finneby eller Sáamisiida, som hade en stor sjösamisk befolkning och är det sista området i Nordkapps kommun som är präglat av sjösamisk kultur.
Repvåg har idag endast omkring 40 invånare, men var tidigare en av de största hamnarnanoch handelsplatserna i Finnmark fylke, särskilt när pomorhandeln skedde fram till den ryska revolutionen 1917. 
Repvågs kapell, som betjänar befolkningen i södra delen av Nordkapps kommun, ligger i byn. Det är en långkyrka i trä från 1967, som är ett byggnadsminne.
Repvågs vattenkraftverk utnyttjar en fallhöjd på 170 meter från Ørretvatnet till havsnivån.

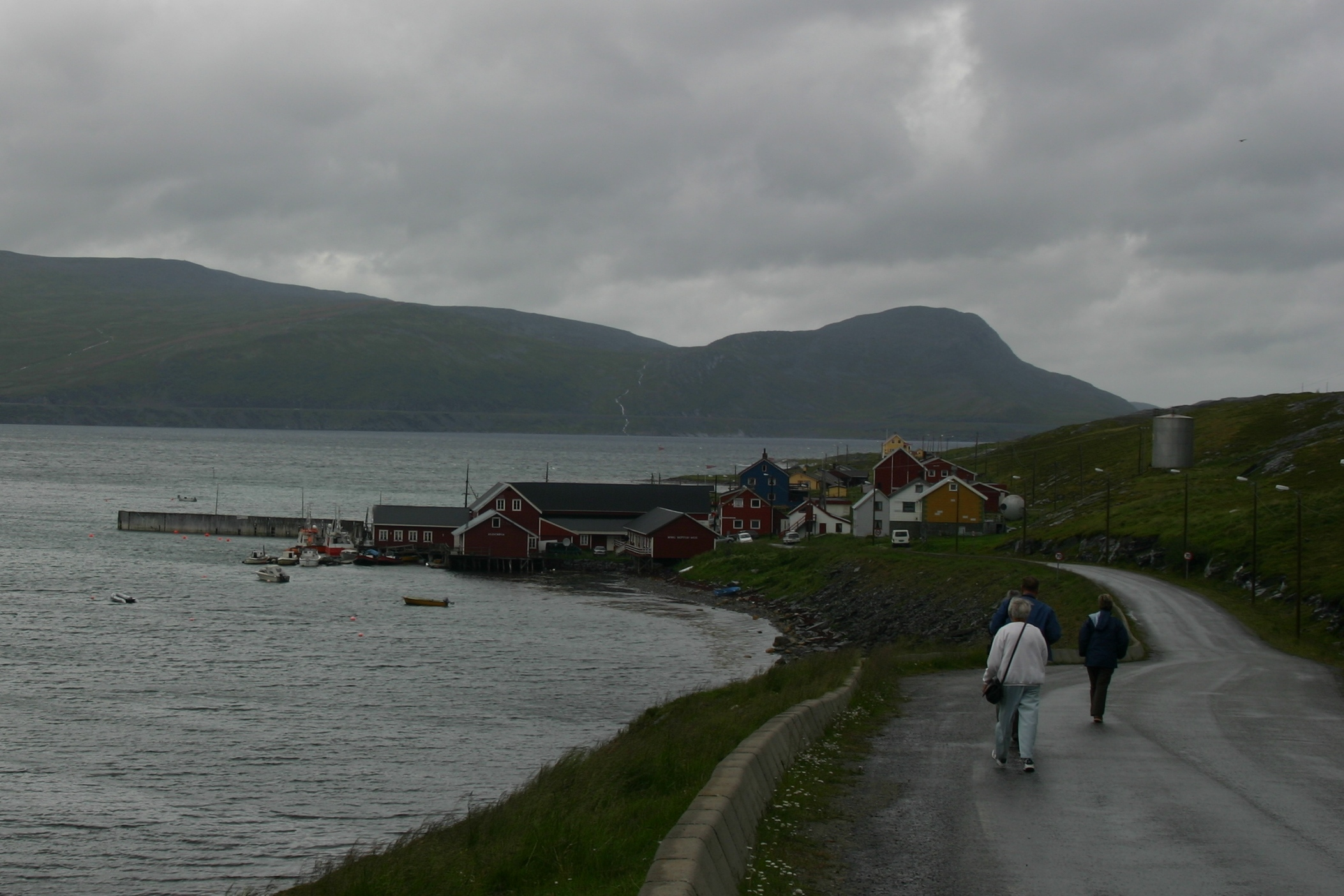
Repvåg.